# Monasterio de Yerits Mankants
El Monasterio de Yerits Mankants (en armenio: Երից Մանկանց Վանք) es un monasterio armenio del siglo XVII en el raión de Tartar, Azerbaiyán. Es el ejemplo más notable de monasterios construidos durante la Baja Edad Media en Nagorno-Karabaj, después de una interrupción en el edificio de la iglesia desde entre los siglos XIV y XVI. Yerits Mankants fue construido alrededor de 1691 en el condado histórico de Jraberd . El monasterio fue establecido por la familia feudal de Melik - Israelitas, señores de Jraberd , con un propósito evidente de rivalizar con la Sagrada Sede de Gandzasar y sus patrones hereditarios del Hasan - Jalalians, señores de Khachen.